# Neighbors (film 1912)
Neighbors è un cortometraggio muto del 1912 diretto da Mack Sennett.

## Trama
Due vicine di casa litigano furiosamente, tanto da indurre i propri mariti a sfidarsi a duello.

## Produzione
Il film, prodotto dalla Biograph Company, venne girato in California.

## Distribuzione
Distribuito dalla General Film Company, il film - un cortometraggio di sei minuti - uscì nelle sale cinematografiche USA il 13 giugno 1912. Nelle proiezioni, veniva programmato con il sistema dello split reel, accorpato in un'unica bobina con un altro cortometraggio prodotto dalla Biograph, la commedia Katchem Kate.
La Grapevine Video lo ha distribuito in VHS.